# Etilen glikol
Etilen glikol (etan-1,2-diol) je organsko jedinjenje koje je u širokoj upotrebi kao motorni antifriz i prekurzor polimera. U njegovoj čistoj formi, on je bezmirisna, bezbojna, sirupasta tečnost slatkog ukusa. Etilen glikol je toksičan, i njegovo konzumiranje može da dovede do smrti.

## Spoljašnje veze
- Архивирано на веб-сајту  (4. октобар 2013)
- Архивирано на веб-сајту  (15. фебруар 2013)
- Etilen glikol